# Avreuil

Avreuil este o comună în departamentul Aube din nord-estul Franței. În 1 ianuarie 2022 avea o populație de 168 de locuitori.